# Отель «Вавилон»
«Отель „Вавилон“» (англ. Hotel Babylon) — сериал телеканала Би-би-си, основанный на одноимённой книге Имоджен Эдвардс-Джонс. На Би-би-си транслировался с 19 января 2006 по 14 августа 2009. Сериал снят независимой производственной компанией Carnival Films для канала BBC One, и показывает жизнь работников одного из лучших пятизвёздочных отелей Лондона.
Актриса Александра Моен (играет PR менеджера Эмили Джеймс) упомянула в интервью, что съёмки продолжения сериала были отменены после окончания четвёртого сезона, несмотря на то, что ряд сюжетных линий к концу 4 сезона остались незаконченными. Одной из причин остановки съёмок может быть падение рейтинга.
С 3 августа 2009 года сериал транслировался на Первом канале в рамках цикла телепередач «Городские пижоны». В 2009 году был полностью показан первый сезон. Второй сезон стартовал на Первом канале 31 мая 2010 года.

## Сюжет
Данный сериал позволит зрителям открыть дверь в мир поистине царских гостиниц Лондона, в мир, где деньги «правят бал». Управляющая лучшим из пятизвёздочных лондонских отелей «Вавилон» сделает всё, чтобы её гостиница и дальше оставалась одной из самых лучших. Её верный помощник Чарли придерживается позиции, что все, кто знают, что такое хороший сервис и готовы за него платить, заслуживают обслуживания на высшем уровне. Тони готов прийти на помощь постояльцам по первой просьбе — принесёт всё, что пожелает клиент, будь это бутылка лучшего виски или билеты на футбол, и даже пригласит в номер девушку для хорошего времяпрепровождения. Портье Анна делает всё, чтобы помешать слаженной работе Чарли. Ещё несколько персонажей, которые тоже являются неотъемлемой частью этого закрытого мира — швейцар, бармен, актёр. В гостинице постоянно заняты все номера, а главная задача каждого сотрудника — выманить из клиентов как можно больше денег.

## Исполнители и персонажи

### Основной состав
| Актёр             | Персонаж            | Описание персонажа                               | Сезон            |
| ----------------- | ------------------- | ------------------------------------------------ | ---------------- |
| Тамзин Аутуэйт    | Ребекка Митчелл     | главный менеджер                                 | 1-2 сезоны       |
| Макс Бизли        | Чарли Эдвардс       | главный администратор, Жених Анны Торнтон-Уилтон | 1-3, 4х03 сезоны |
| Декстер Флетчер   | Тони Кэйсмор        | старший консьерж                                 | 1-4 сезоны       |
| Мартин Маркес     | Джино Примирола     | старший бармен                                   | 1-4 сезоны       |
| Рэй Култхард      | Джеймс Шофилд       | старший менеджер ресторана                       | 1-4 сезоны       |
| Эмма Пирсон       | Анна Торнтон-Уилтон | главный регистратор                              | 1-4 сезоны       |
| Майкл Обиора      | Бен Трумэн          | главный регистратор, прежде регистратор          | 1-4 сезоны       |
| Натали Мендоса    | Джекки Клунс        | старшая горничная                                | 1-3, 5х03 сезоны |
| Данира Гович      | Таня Михайлов       | старшая горничная, прежде горничная              | 1-4 сезоны       |
| Пол Телфер        | Люк Марвуд          | консьерж                                         | 2 сезон          |
| Ли Уильямс        | Джек Харрисон       | главный менеджер                                 | 3 сезон          |
| Александра Моен   | Эмили Джеймс        | PR менеджер                                      | 3-4 сезоны       |
| Найджел Харман    | Сэм Франклин        | владелец отеля                                   | 4 сезон          |
| Анна Уилсон-Джонс | Джульет Миллер      | главный менеджер                                 | 4 сезон          |
| Эми Наттолл       | Мелани Хьюс         | регистратор                                      | 4 сезон          |

### Приглашенные актеры
К съемкам сериала часто привлекались известные актеры и знаменитости, обычно играющие гостей гостиницы.
| 1 сезон - Мартин Болл - Кит Аллен - Джоан Коллинз - Алан Дейвис - Сьюзи Эми - Дугалд Брюс Локхарт - Лес Дэннис - Стив Пембертон - Энтони Хэд - Рэйчел Стирлинг - Анамария Маринка | 2 сезон - Крис Мойлс - Дэвид Уоллиамс - Зои Сэлмон - Кристофер Паркер - Дэнни Дайер - Келли Брук - Кейси Эйнсворт - Шантель Хафтон - Ронни Анкона - Русс Эббот - Чери Лунги - Дженнифер Эллисон - Джулиан Клэри - Джина Беллман - Марк Хип - Ричард Бэкон - Александр Армстронг - Ванесса Фельц - Джерри Холл - Джон Сессионс | 3 сезон - Бонни Лэнгфорд - Джон Бэрроумен - Кваме Квей-Армах - Меган Доддс - Анита Добсон - Дэниел Лапэйн - Джереми Шеффилд - Алан Дейвис - Джон Калшоу - Пола Абдул - Никола Стивенсон - Леслей Гарретт - Ли Шарп - Марк Баннерман - Донна Эйр - Джеймс Лэнс - Найджел Quashie - Дон Гилет - Эбигэйл Пил - Натаниель Паркер | 4 сезон - Прея Калидас - Крис Биссон - Эрнест Игнатиус - Аби Титмусс - Бен Фогл - Патрик Балади - Онор Блэкман - Тони Робинсон - Макл Уиннер - Кристофер Кейзнов - Фрэнсис Барбер - Алекс Зэйн - Денис Ван Оутен - Джеймс Флит - Джанет Эллис - Дариус Данеш - Келли Осборн - Джон Сэвидент - Хью Деннис - Мишель Коллинз - Тайла Цукки - Руби Тёрнер |

## Эпизоды
Всего было снято 4 сезона, включающих в себя 32 серии.

## Рейтинги
Сериал достиг высоких рейтингов в пределах 5 миллионов зрителей каждый эпизод. Показу все ещё удалось поддержать рейтинги на уровне первых двух сезонов, во время первой половины сезона 3, несмотря на уход Тамзин Аутуэйт в конце второго сезона. Однако, после ухода Макса Бизли в середине сезона 3, рейтинги стали падать, и в итоге снизились с 5 до 4 миллионов зрителей.
Финал первого сезона получил 5,74 миллиона зрителей; первый эпизод второго сезона собрал 5,79 миллионов, а второй эпизод смотрело уже 6,6 миллионов. Открытие четвёртого сезона смотрело 4,28 миллиона.

## Распространение

### Международные телетрансляции
| Страна               | Телеканал                                   |
| -------------------- | ------------------------------------------- |
| Аргентина            | People and Arts                             |
| Австралия            | Nine Network, UKTV, BBC HD                  |
| Бельгия              | Canvas, BBC One, Be Tv                      |
| Босния и Герцеговина | BHT                                         |
| Бразилия             | People and Arts                             |
| Канада               | BBC Canada, Showcase                        |
| Хорватия             | HRT                                         |
| Чехия                | Czech TV                                    |
| Франция              | Paris Première                              |
| Финляндия            | Sub                                         |
| Германия             | Fox Channel Germany, Comedy Central Germany |
| Гонконг              | TVB Pearl                                   |
| Венгрия              | BBC Prime                                   |
| Исландия             | Stöð 2                                      |
| Индия                | BBC Entertainment                           |
| Индонезия            | JakTV                                       |
| Ирландия             | RTÉ Two                                     |
| Израиль              | Xtra HOT, BBC Prime, HOT3                   |
| Италия               | Sky Vivo                                    |
| Республика Корея     | KBS, BBC Entertainment, MEGATV              |
| Литва                | TV3                                         |
| Северная Македония   | Alfa TV Skopje                              |
| Мексика              | People and Arts, BBC Entertainment          |
| Черногория           | RTV Atlas                                   |
| Нидерланды           | Net 5                                       |
| Новая Зеландия       | TV One, UKTV                                |
| Норвегия             | NRK1                                        |
| Польша               | TVP2, TVN Style, BBC Entertainment          |
| Румыния              | TVR2                                        |
| Россия               | Первый канал, Sony Entertainment Television |
| Сербия               | RTS1                                        |
| Сингапур             | BBC Entertainment                           |
| Казахстан            | 7 канал                                     |
| Словения             | POP TV                                      |
| ЮАР                  | BBC Entertainment                           |
| Швеция               | TV3                                         |
| Китайская Республика | Chunghwa Telecom                            |
| Таиланд              | True Series                                 |
| Тринидад и Тобаго    | CNMG, BBC Entertainment                     |
| Турция               | TNT Turkey                                  |
| Украина              | ICTV                                        |
| США                  | BBC America                                 |

### DVD
Первый сезон был выпущен на DVD в Великобритании 19 марта 2007, в США и Канаде 12 февраля 2008. Этот сезон был также выпущен в высоком разрешении в Великобритании на DVD HD (Комбо диск) и Blu-ray 5 ноября 2007. Второй сезон был первоначально намечен для выпуска в Великобритании 30 сентября 2007, но был выпущен 17 марта 2008. На международном рынке, он был выпущен 14 февраля 2008 в Австралии и 5 августа 2008 в США и Канаде. Третий сезон был выпущен на DVD в США и Канаде 3 марта 2009. В Великобритании он был издан позднее, 13 июля 2009. Четвёртый сезон был выпущен в Великобритании на DVD 17 августа 2009.